# Chiquihuitero
Chiquihuitero es una localidad del estado mexicano de Aguascalientes. Es parte del municipio de Calvillo.

## Demografía
| Gráfica de evolución demográfica |
|                                  |

| Censo | Población |
| ----- | --------- |
| 1910  | 125       |
| 1921  | 272       |
| 1930  | 201       |
| 1940  | 324       |
| 1950  | 344       |
| 1960  | 381       |
| 1970  | 632       |
| 1980  | 1 093     |
| 1990  | 1 392     |
| 2000  | 1 455     |
| 2010  | 1 318     |
| 2020  | 1 314     |